# 13017 Owakenoomi
13017 Owakenoomi eller 1988 FM är en asteroid i huvudbältet som upptäcktes den 18 mars 1988 av de båda japanska astronomerna Masaru Arai och Hiroshi Mori vid Yorii-observatoriet i Japan. Den är uppkallad efter Owakenoomi.
Asteroiden har en diameter på ungefär 5 kilometer och den tillhör asteroidgruppen Eunomia.